# Era Pięciorga
Era Pięciorga (ang. Age of the Five) – trylogia fantasy autorstwa australijskiej pisarki Trudi Canavan. Pierwsza i druga część cyklu – Kapłanka w Bieli i Ostatnia z Dzikich – w polskim przekładzie zostały opublikowane w 2009 roku przez wydawnictwo Galeria Książki. W 2010 roku wydana została ostatnia część trylogii – Głos Bogów. Wszystkie trzy części przetłumaczył Piotr W. Cholewa.
| Tom | Tytuł              | Tytuł oryginalny       | Data premiery (Australia) | Data premiery w Polsce |
| --- | ------------------ | ---------------------- | ------------------------- | ---------------------- |
| I   | Kapłanka w Bieli   | Priestess of the White | listopad 2005             | 22 kwietnia 2009       |
| II  | Ostatnia z Dzikich | Last of the Wilds      | kwiecień 2006             | 15 listopada 2009      |
| III | Głos Bogów         | Voice of the Gods      | listopad 2006             | 21 kwietnia 2010       |

## Opis fabuły
Jest to historia Aurai, dziewczyny z prowincji, która staje się wybranką bogów, dzięki czemu szybko awansuje na jedną z Białych – nieśmiertelnych kapłanów i władców. W czasie sprawowania rządów odnosi kilka sukcesów (między innymi pakt z Si), ale wkrótce po jej awansie rozpoczyna się wojna religijna pomiędzy Cyrklianami z Białymi na czele a Pentadrianami wiedzionymi przez Głosy. Mimo zwycięstwa Cyrklian, kłopoty wewnątrz państwa mnożą się w wyniku różnicy poglądów między bogami i Aurayą. Auraya odchodzi od Białych, ale nadal pozostaje kapłanką. W tym czasie wśród Dzikich zawiązuje się porozumienie, którego celem staje się zniszczenie bogów. Gdy oddział Si wpada w ręce Pentadrian, Auraya ratuje ich kosztem własnej wolności. Podczas niewoli Cyrklianie planują atak na Pentadrian, jednak tuż przed rozpoczęciem bitwy Aurai udaje się uciec. Razem z innymi Dzikimi zabija bogów, którzy okazali się być tymi samymi dla obu ludów, a wojny były dla nich rozrywką.

## Bohaterowie
Nazwa trylogii (Era pięciorga) wzięła się od okresu w którym rozgrywa się akcja książki. W okresie tym na świecie przebywa tylko pięciu bogów. Z tego właśnie powodu jest pięcioro najwyższych kapłanów, zarówno po stronie Cyrklian (Biali), jak i Pentadrian (Głosy).
| Cyrklianie: - Biali: - Juran – przywódca - Dyara - Auraya - Ellareen – zastąpiła Aurayę po jej rezygnacji - Rian - Mairae - bogowie: - Chaia - Huan - Lore - Yranna - Saru - Danjin – doradca Aurayi, a po jej rezygnacji także Ellareen | Pentadrianie: - Głosy: - Kuar – Pierwszy Głos - Nekaun – zastąpił Kuara po jego śmierci - Imenja – Drugi Głos - Vervel – Trzeci Głos - Genza – Czwarty Głos - Shar – Piąty Głos - bogowie: - Sheyr - Hrun - Alor - Ranah - Sraal - Reivan – Towarzyszka Imenji | Dzicy: - Mirar – legendarny przywódca i założyciel Tkaczy Snów (wcześniej przez ponad 100 lat ukrywał swoją osobowość pod postacią Leiarda) - Emerahl – znana także pod imionami Jade lub Wiedźma - Auraya – po odejściu od białych - Bliźnięta (Tamun i Surim) – rozdzielone bliźnięta syjamskie - Mewa - Bibliotekarz – prawdopodobnie nie żyje - Wyrocznia – zabita przez Jurana z Białych - Farmer – zabity przez Jurana z Białych - Stwórca – popełnił samobójstwo po tym, jak zostały wybite stwory, które hodował |

Tkacze Snów:
- Mirar – legendarny przywódca i założyciel Tkaczy Snów
- Arleej – Starsza Tkaczy Snów i opiekunka Domu Tkaczy Snów w Somreyu
- Tintel – opiekunka Domu Tkaczy Snów w Kave w Dekkarze
- Raeli – doradczyni Białych po rezygnacji Leiarda

## Kraje
- Hania (stolica w Jarime)
- Dunway (Chon)
- Generia (Aime)
- Somrey (Arbeem)
- Toren (Porin)
- Si (Przestrzeń)
- Sennon (Karienne)
- Murr (Hannaya)
- Avven (Glymma)
- Dekkar (Kave)
- Wyspy Borra (Borra)